# Ахмедов, Ханлар Ахмед оглы
Ханлар Ахмед оглы Ахмедов (азерб. Xanlar Əhməd oğlu Əhmədov; род. 1946, Баку) — азербайджанский скульптор, Народный художник Азербайджанской Республики (2006), доцент Азербайджанского государственного университета культуры и искусств.

## Биография
Ханлар Ахмед оглы Ахмедов родился 12 июня 1946 года в Баку. Окончил Азербайджанское государственное художественное училище имени А. Азимзаде и Ташкентский театрально-художественный институт.
В 1975 году стал членом Союза художников СССР. Является также членом Союза художников Азербайджана. Среди монументальных работ Ахмедова имеются такие, как серия, посвященная Ходжалинской резне, композиции «Мать с ребенком», «Крик отца», «Мать Томрис», «Лейли и Меджнун», рельефные и исторические произведения на станции метро «Азадлыг проспекти».
В 1984 году выполненные Ахмедовым совместно с Намигом Дадашовым бронзовые бюсты азербайджанского композитора Узеира Гаджибекова и оперного певца Бюль-Бюля были установлены в Шуше.
В сентябре 2021 года перед станцией метро «Ичеришехер» на территории Сабаильского района города Баку был установлен памятник бакинскому миллионеру и меценату Гаджи Зейналабдин Тагиеву работы Ханлара Ахмедова. Открытие памятника состоялось 18 января 2022 года в присутствии президента Азербайджана Ильхама Алиева.
Произведения Ахмедова экспонировались во Франции, Германии, Иране, Польше, России, Украине, Узбекистане и других странах. Некоторые хранятся в музеях и частных коллекциях.
Ханлар Ахмедов является доцентом Азербайджанского государственного университета культуры и искусств.
В 2002 году указом президента Азербайджана Гейдара Алиева Ханлару Ахмедову было присвоено звание Заслуженного художника Азербайджана. В 2006 году распоряжением президента Азербайджана Ильхама Алиева Ханлару Ахмедову было присвоено звание Народного художника Азербайджана.
В 2019 году удостоен награды Союза художников Азербайджана за лучшую скульптуру.

Работы Ханлара Ахмедова
Барельеф Саттара Бахлулзаде на стене его дома-музея в Амирджанах
Бюст Узеира Гаджибекова (1984, совместно с Н. Дадашовым), доставленный из города Шуша в Баку. Экспозиция под открытым небом Музея искусств Азербайджана. В 2021 году вновь установлен в Шуше
Бюст Бюль-Бюля (1984, совместно с Н. Дадашовым), доставленный из города Шуша в Баку. Экспозиция под открытым небом Музея искусств Азербайджана. В 2021 году вновь установлен в Шуше